# Draa Essamar
Draa Essamar è un comune dell'Algeria, situato nella provincia di Médéa.